# Your Song (chanson d'Earth)
Cet article concerne la chanson de EARTH. Pour la chanson de Elton John, voir Your Song.
Pour les articles homonymes, voir Your Song.
Singles de EARTH
Time After Time: Hip Hop Soul Version
(2000) Is This Love
(2001)
 Your Song  (écrit : Your song) est le troisième single du groupe féminin de J-pop EARTH, sorti le 8 novembre 2000 au Japon sur le label Sonic Groove, écrit et produit par T2ya. Il atteint la 24e place du classement Oricon, et reste classé pendant cinq semaines.
C'est un maxi-single contenant cinq titres : deux chansons et leurs versions instrumentales, ainsi qu'une version remixée supplémentaire de la chanson-titre. Celle-ci a été utilisée comme générique de fin de la série anime Zoids, et figurera sur l'album Bright Tomorrow qui sortira cinq mois plus tard.

## Liste des titres
1. Your song
2. YOU & I
3. Your song (110th Street Mix)
4. Your song (instrumental)
5. YOU & I (instrumental)